# Busy Philipps
Elizabeth Jean "Busy" Philipps (Oak Park, Illinois; 25 de junio de 1979) es una actriz estadounidense de cine y televisión, principalmente reconocida por sus papeles en las series televisivas Freaks and Geeks y Dawson's Creek.

## Vida personal
Philipps nació en Oak Park, Illinois. Sus padres la apodaron Busy ("ocupada") porque, cuando era niña, siempre estaba en movimiento, y su sobrenombre permaneció a lo largo de los años: incluso aparece en su registro de conducir. Asistió a la Escuela Secundaria Chaparral en Scottsdale, Arizona, y más tarde a la Universidad Loyola Marymount, junto a su antiguo novio, Colin Hanks, y Linda Cardellini (su compañera en Freaks and Geeks y ER). Contrajo matrimonio con Marc Silverstein en 2007. Philipps es la madrina de Matilda Rose Ledger, la hija del actor Heath Ledger y la actriz Michelle Williams; el actor Jake Gyllenhaal es el padrino de la niña. Por su parte, Busy Philipps y su exesposo, el guionista Marc Silverstein, tienen dos hijas; la primera llamada Birdie Leigh Silverstein, quien nació el 13 de agosto de 2008 y la segunda llamada Cricket Pearl Silverstein, nacida el 2 de julio de 2013. Ellos se separaron en febrero de 2021.

## Biografía

### Carrera
Philipps trabajó en una fábrica de juguetes antes de incursionar en el mundo del espectáculo. Su primer papel importante fue como Kim Kelly en Freaks and Geeks, en la cual apareció durante los dieciocho episodios que tuvo la serie. Más tarde tuvo su debut cinematográfico en la comedia The Smokers en 2000, además de muchos otros cameos en televisión.
En 2001, Philipps fue seleccionada para personificar a Audrey Lidell en el drama para adolescentes Dawson's Creek. Fue un personaje recurrente de la serie durante la quinta y la sexta temporada, apareciendo en 46 episodios, hasta el fin del programa en 2003. Su papel como Audrey la llevó a obtener una nominación para los Premios Teen Choice en la categoría de "Mejor  actriz de reparto en televisión". Más tarde ocupó el puesto número 58 en la lista de las mujeres más populares de 2001 publicadas por la revista Maxim.
Philipps más tarde trabajó en dos películas, Home Room (2002) y White Chicks (2004). Fue seleccionada para actuar en la comedia de la UPN Love, Inc., en un papel que originalmente iba a desempeñar Shannen Doherty. El programa sólo duró una temporada (2005-2006) antes de ser cancelado. En 2006, tuvo un papel recurrente, como Hope Bobeck en ER. Durante su segundo año en ER, su personaje se mudó a Sudamérica para "realizar una misión cristiana".
Philipps también participó en la comedia de 2007 Blades of Glory. Un año después, Philipps regresó a la pantalla con su papel de reparto en Made of Honor.
Mientras estaba embarazada de su primer hijo, Philipps grabó escenas para The Sarah Connor Chronicles.

## Filmografía

### Películas
- Mean Girls (2024) - Sra. George[10]
- I Feel Pretty (2018) - Jane
- El regalo (2015) - Buffy
- A Case of You (2013) - Ashley
- I don't know how she does it (2010) - Kat Solveirg
- He's Just Not That Into You (2009) - Kelly Ann
- Made of Honor (2008) - Melissa
- ¿Y donde están las rubias? (2004) - Karen Googlestein
- Home Room (2002) - Alicia Amanda Browning
- The Smokers (2000) - Terri Middelston

### Televisión
- Cougar Town (6 temporadas, 2009 - 2015)
- Kath & Kim (1 episodio, 2009)
- Terminator: The Sarah Connor Chronicles (4 episodios, 2008)
- How I Met Your Mother (1 episode, 2007)
- ER (2006-2007)
- Entourage (2007)
- Love, Inc. (2005-2006)
- Super Robot Monkey Team Hyperforce Go! (1 episodio, 2005)
- Stewie Griffin: The Untold Story (2005)
- American Dad! (1 episodio, 2005)
- Testing Bob (2005)
- Life As We Know It (2 episodios, 2005)
- Mummy 'an the Armadillo (2004)
- Foster Hall (2004)
- Dawson's Creek (2001-2003)
- Undeclared (2 episodios, 2002)
- Dead Last (1 episodio, 2001)
- Spring Break Lawyer (2001)
- Anatomy of a Hate Crime (2001)
- Malcolm in the Middle (1 episodio, 2000)
- Freaks and Geeks (1999-2000)